# Bradley White
Bradley White (Troy, 15 de gener de 1982) és un ciclista estatunidenc professional del 2007 al 2016.

## Palmarès
- 2014
  - Vencedor d'una etapa al Tour de Langkawi
  - Vencedor d'una etapa al Tulsa Tough